# Nueva Esparta
Nueva Esparta (tiếng Tây Ban Nha: Nueva Esparta, đọc là Nuê-va Ết-spác-ta) là một bang của Venezuela. Thủ phủ của bang là thành phố La Asunción. Nueva Esparta có diện tích 1.151 km², là bang nhỏ nhất của Venezuela với dân số gần 500.000 người, đứng thứ 20 về dân số cả nước.
Nueva Esparta là tập hợp một số hòn đảo ngoài khơi của Venezuela, trong đó lớn nhất là đảo Margarita. Đây là bang duy nhất không có lãnh thổ trên đất liền của nước này.

## Tên gọi
Trong tiếng Tây Ban Nha, Nueva Esparta có nghĩa là Tân Sparta (hay Sparta Mới). Tên gọi này bắt nguồn từ việc trong cuộc chiến tranh giành độc lập của Venezuela, cư dân quần đảo này đã chiến đấu rất dũng cảm. Trong lịch sử Hy Lạp cổ đại, Sparta là một thành bang nổi tiếng về truyền thống chiến trận.

## Nhân khẩu
Theo thống kê nhân khẩu năm 2011 của Venezuela, cơ cấu chủng tộc của cư dân Nueva Esparta như sau:
| Chủng tộc      | %    |
| -------------- | ---- |
| Người lai      | 49,1 |
| Người da trắng | 47,1 |
| Người da đen   | 2,5  |
| Chủng tộc khác | 1,3  |